# 栗田站
栗田站（日语：／ Kunda eki */?）是位於京都府宮津市上司，屬於WILLER TRAINS（京都丹後鐵道）的宮舞線（愛稱為宮津線）車站。車站編號為M13。此站是有名的難讀車站。

## 歷史
- 1924年（大正13年）4月12日 - 鐵道省（後來為國鐵）舞鶴站（現時：西舞鶴站）至宮津站之間開業，此站啟用[1]。
- 1985年（昭和60年）3月14日 - 此站變為只有單式月台。
- 1987年（昭和62年）4月1日 - 伴隨國鐵分割民營化，車站由西日本旅客鐵道（JR西日本）營運[1]。
- 1990年（平成2年）4月1日 - 宮津線由北近畿丹後鐵道接管，成為北近畿丹後鐵道車站[1]。當時設置了列車交會設施和跨線橋。
- 2015年（平成27年）4月1日 - 由WILLER TRAINS接管車站，成為京都丹後鐵道宮舞線車站。

## 車站構造
本站是地面車站，設有2面2線相對式月台，可進行列車交會。本站的交會設備曾被撤走，在北近畿丹後鐵道接管後復活。站房位於西舞鶴方向月台側，兩月台之間透過跨線橋連接。宮津方向的月台是上下行本線，同時為一線通過結構。由於現時沒有通過此站的定期旅客列車班次，因此所有定期旅客列車都會使用駛進不同方向的月台。
此站是丹鐵線上的有人車站，並且為簡易委託車站。站內的自動售票機和窗口業務只在平日早上和下午部分時段可以使用或營業。其餘時段則無法購買車票。

### 月台
| 月台 | 路線    | 上下行 | 方向                     |
| ---- | ------- | ------ | ------------------------ |
| 1    | ■宮舞線 | 下行   | 天橋立、峰山、久美濱方向 |
| 2    | ■宮舞線 | 上行   | 西舞鶴方向               |

- 在上述的路線名稱中，採用了乘客資訊上稱呼的（愛稱）名字。
- 曾經車站大樓側的月台（上行月台）是1號月台。在WILLER TRAINS接管後，月台編號從下行線起順序排列，車站大樓對面的月台是1號月台。

## 車站周邊
- 國道178號（日语：国道178号）
- 栗田海灘
- 丹後魚知館（日语：魚っ知館）
- 京都北都信用金庫（日语：京都北都信用金庫）本店營業部栗田出張所
- Hotel & Resorts KYOTO-MIYAZU
- 京都府立海洋高等學校（日语：京都府立海洋高等学校）

## 巴士路線
| 系統           | 主要途經           | 目的地             | 巴士公司 | 備註               |
| -------------- | ------------------ | ------------------ | -------- | ------------------ |
| 田井線         | 脇之濱             | 田井               | 宮津市   | 只於平日服務       |
| 島陰新宮由良線 | 小田宿野、栗田站   |                    | 宮津市   | 只於平日服務       |
| 島陰新宮由良線 |                    | 狩場               | 宮津市   | 只於平日服務       |
| 島陰新宮由良線 | 丹後由良站         | 由良脇公民館       | 宮津市   | 只於星期二、四服務 |
| 田井線         | 曉星高校前、宮津站 | 道之驛海之京都宮津 | 宮津市   | 只於平日服務       |
| 島陰新宮由良線 | 宮津站             | 道之驛海之京都宮津 | 宮津市   | 只於平日服務       |

## 使用狀況
以下為近年1日平均乘車人次列表
| 乘車人次變化 | 乘車人次變化    |
| 年度         | 1日平均乘車人次 |
| ------------ | --------------- |
| 1999         | 389             |
| 2000         | 389             |
| 2001         | 318             |
| 2002         | 318             |
| 2003         | 285             |
| 2004         | 227             |
| 2005         | 219             |
| 2006         | 241             |
| 2007         | 238             |
| 2008         | 247             |
| 2009         | 290             |
| 2010         | 299             |
| 2011         | 240             |
| 2012         | 189             |
| 2013         | 153             |
| 2014         | 184             |
| 2015         | 180             |
| 2016         | 222             |
| 2017         | 219             |
| 2018         | 186             |

## 相鄰車站
WILLER TRAINS（京都丹後鐵道）
宮舞線（宮津線）
快速（只有上行方向）、快速「丹後青松」（只有下行方向）、普通
丹後由良（M12）－栗田（M13）－宮津（14）

## 注腳
1. 1 2 3 4  曾根悟（監修）. 朝日新聞出版分冊百科編集部（編集） , 编. . 週刊朝日百科. 14号 神戸電鉄・能勢電鉄・北条鉄道・北近畿タンゴ鉄道. 朝日新聞出版. 2011-06-19: 27–28頁 （日语）.
2. ↑  京都府統計書

## 外部連結
- 栗田站 （页面存档备份，存于）（日語） - 京都丹後鐵道